# Suzanne Edwards
Suzanne Winona Edwards (* 13. Juli 1925 in Portland, Oregon als Suzanne Winona Zimmerman; † 14. März 2021 ebenda) war eine US-amerikanische Schwimmerin.

## Biografie
Suzanne Zimmerman wuchs in Lake Grove im Bundesstaat Oregon als Tochter von Edith Chaffee Wardwell und Charles William Zimmerman auf. Jeden Sommer schwamm sie als Kind im nahegelegenen Oswego Lake. Sie hatte einen Bruder und besuchte die Lake Grove Grade School, die West Linn High School und später die Willamette University.
Im Alter von 15 Jahren gehörte sie der Schwimmmannschaft „Cody Kids“ des Multnomah Athletic Clubs an. Diese wurde von Jack Cody trainiert und war auf nationaler Ebene sehr erfolgreich. Innerhalb von 8 Jahren gewann sie 15 nationale Titel und startete bei den Olympischen Sommerspielen 1948 in London. Im Wettkampf über 100 Meter Rücken konnte sie die Silbermedaille gewinnen.
Später heiratete sie Gordon Edwards. 1974 zog sie mit ihm und ihren beiden Kindern nach Portland.